# Jouy-le-Châtel
 Jouy-le-Châtel  es una población y comuna francesa, en la región de Isla de Francia, departamento de Sena y Marne, en el distrito de Provins y cantón de Nangis.

## Demografía
| 1083 | 1016 | 1021 | 1221 | 1365 | 1392 |
| Para los censos de 1962 a 1999 la población legal corresponde a la población sin duplicidades (Fuente: INSEE [Consultar]) |      |      |      |      |      |